# East West Bank Classic 2003
L'East West Bank Classic 2003 è stato un torneo di tennis giocato sul cemento.
È stata la 30ª edizione del East West Bank Classic, che fa parte della categoria Tier II nell'ambito del WTA Tour 2003.
Si è giocato al Home Depot Center di Carson, vicino a Los Angeles negli Stati Uniti, dal 4 al 10 agosto 2003.

## Campionesse

### Singolare
Kim Clijsters ha battuto in finale  Lindsay Davenport con il punteggio di 6–1, 3–6, 6–3

### Doppio
Mary Pierce /  Rennae Stubbs hanno battuto in finale  Elena Bovina /  Els Callens con il punteggio di 6–3, 6–3